# Слау (станція)
51°30′43″ пн. ш. 0°35′31″ зх. д. / 51.512° пн. ш. 0.592° зх. д.

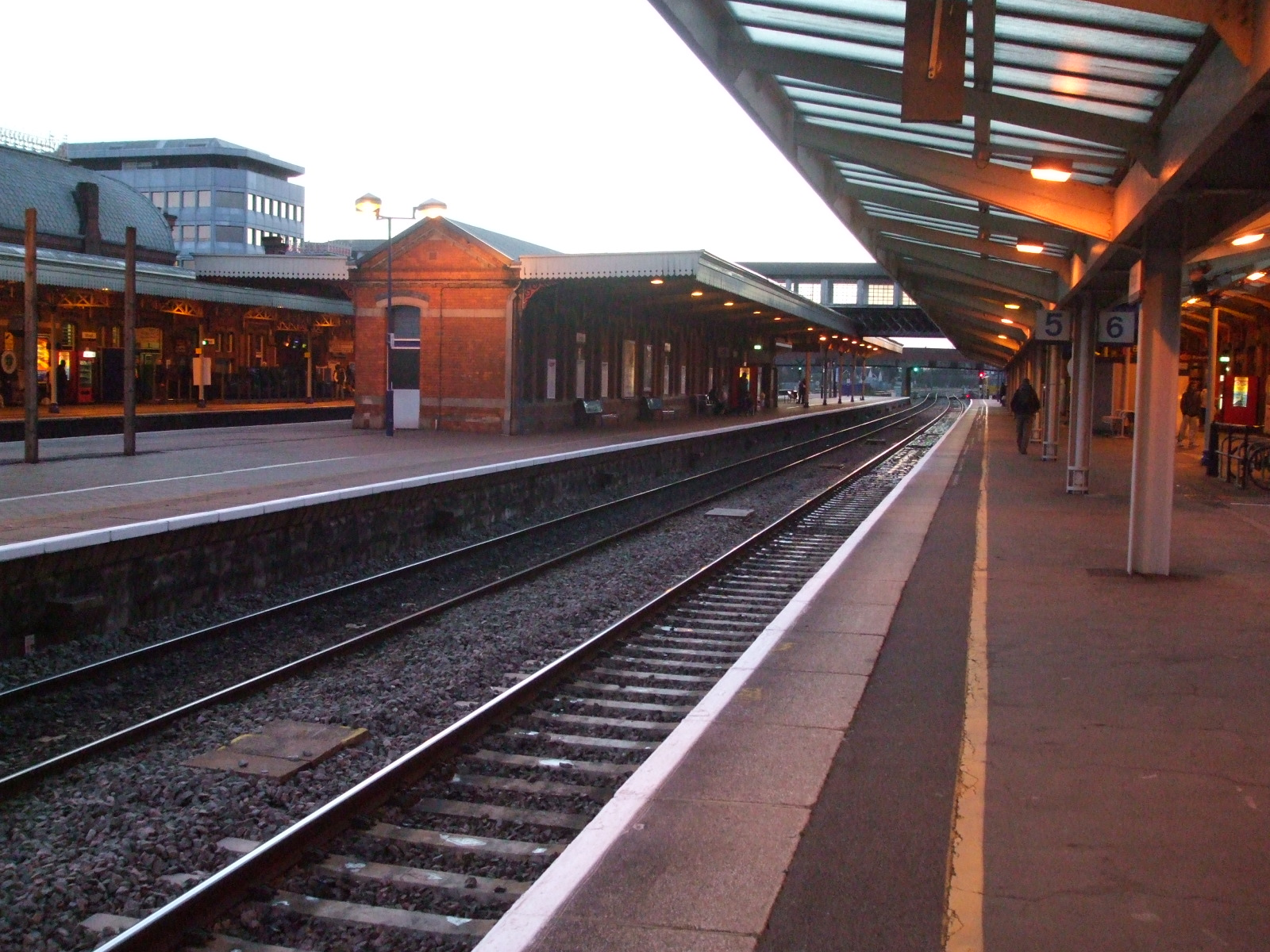
Платформи станції Слау

Слау (англ. Slough) — залізнична станція у Слау, Беркшир, Англія. Розташована за 29.7 км від Лондон-Паддінгтон, між Бернем та Ленглі. Станція обслуговує потяги Great Western Railway та Crossrail, від станції відгалужується залізниця Slough–Windsor & Eton line. Пасажирообіг на 2017/18 — 5.544 млн. осіб.
1 червня 1840 — відкриття станції у складі Great Western Railway

## Послуги
| Попередня станція        | Лінія | Лінія                                            | Лінія | Наступна станція    |
| ------------------------ | ----- | ------------------------------------------------ | ----- | ------------------- |
| Редінг                   |       | Great Western Railway Great Western Main Line    |       | Лондон-Паддінгтон   |
| Бернем або Мейденгед     |       | Great Western Railway Great Western Main Line    |       | Ленглі Вест-Дрейтон |
| Вінздор-енд-Ітон-Сентрал |       | Great Western Railway Slough–Windsor & Eton line |       | Кінцева             |
| Бернем                   |       | Crossrail Elizabeth line                         |       | Ленглі              |